# Мирко Рајх
Мирко И. Рајх (Мота, 16. јул 1887 — Осијек, 14. април 1941) је био аустроугарски и југословенски официр словеначког порекла, пешадијски бригадни генерал Југословенске војске.

## Биографија
Мирко Рајх је рођен 16. јула 1887. године у словеначком селу Мота у тадашњој Аустроугарској. Завршио је Пешадијску кадетску школу у Марибору 1907. године и распоређен је у пешадијски пук у Петроварадину, са чином заставника.
У Првом светском рату се најпре борио у Галицији и на Карпатима током 1914. и 1915. године, а онда је прекомандован на Италијански фронт. Тамо је постао командант батаљона Друге пуковније брдске пешадије. По капитулацији Аустроугарске, добровољно се ставља под команду генерала Рудолфа Мајстера који је окупио словеначке добровољце и српске ратне заробљенике, те учествује у борби за северну границу, која је допринела доме да Марибор припадне Краљевини Срба, Хрвата и Словенаца. Оружаним снагама нове државе је приступио 1919. године.
У чин бригадног генерала Југословенске војске је унапређен децембра 1939. године и распоређен за команданта пешадије Осијечке дивизије.
После пораза на његовом делу фронта у Априлском рату, требало је да буде одведен у заробљеништво. Међутим, разочаран брзим поразом и предстојећом капитулацијом, Рајх је 14. априла у Осијеку извршио самоубиство.

## Одликовања
- Орден Југословенске круне 3. степена